# Іконниково
Іко́нниково (рос. Иконниково) — село у складі Смоленського району Алтайського краю, Росія. Входить до складу Верх-Обської сільської ради.

## Населення
Населення — 83 особи (2010; 79 у 2002).
Національний склад (станом на 2002 рік):
- росіяни — 96 %